# Kirovgrad
Kirovgrad (ryska: Кировград) är en stad i Sverdlovsk oblast i Ryssland. Folkmängden uppgår till cirka 20 000 invånare.

## Historia
Bosättningen Kalataj (turkiska Kala-ata, som betyder "faderns plats") grundades enligt olika källor 1661, 1663 eller 1675.
1932 erhöll orten sitt nuvarande namn efter den ryske kommunisten och politikern Sergej Kirov. Stadsrättigheterna följde 1941.
Staden omges av koppargruvor och har varit känd för sin kopparindustri.